# Agrotis interjectionis
Agrotis interjectionis är en fjärilsart som beskrevs av Achille Guenée 1852. Agrotis interjectionis ingår i släktet Agrotis och familjen nattflyn. Inga underarter finns listade i Catalogue of Life.

## Bildgalleri

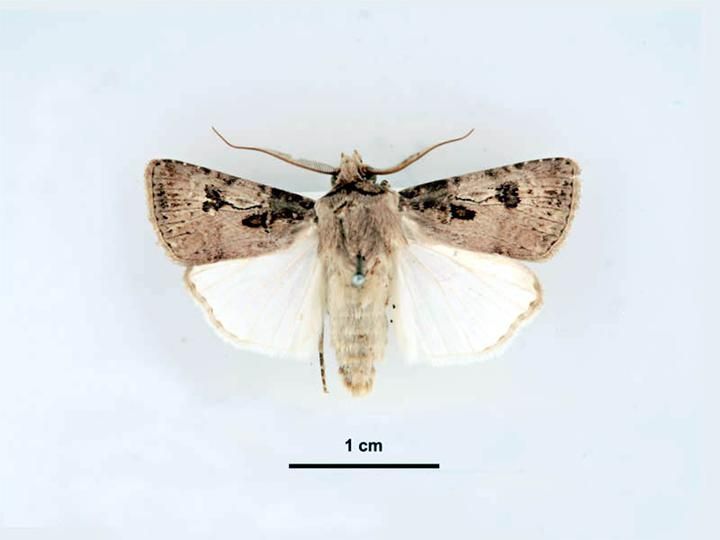
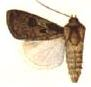